# Chinoiserie

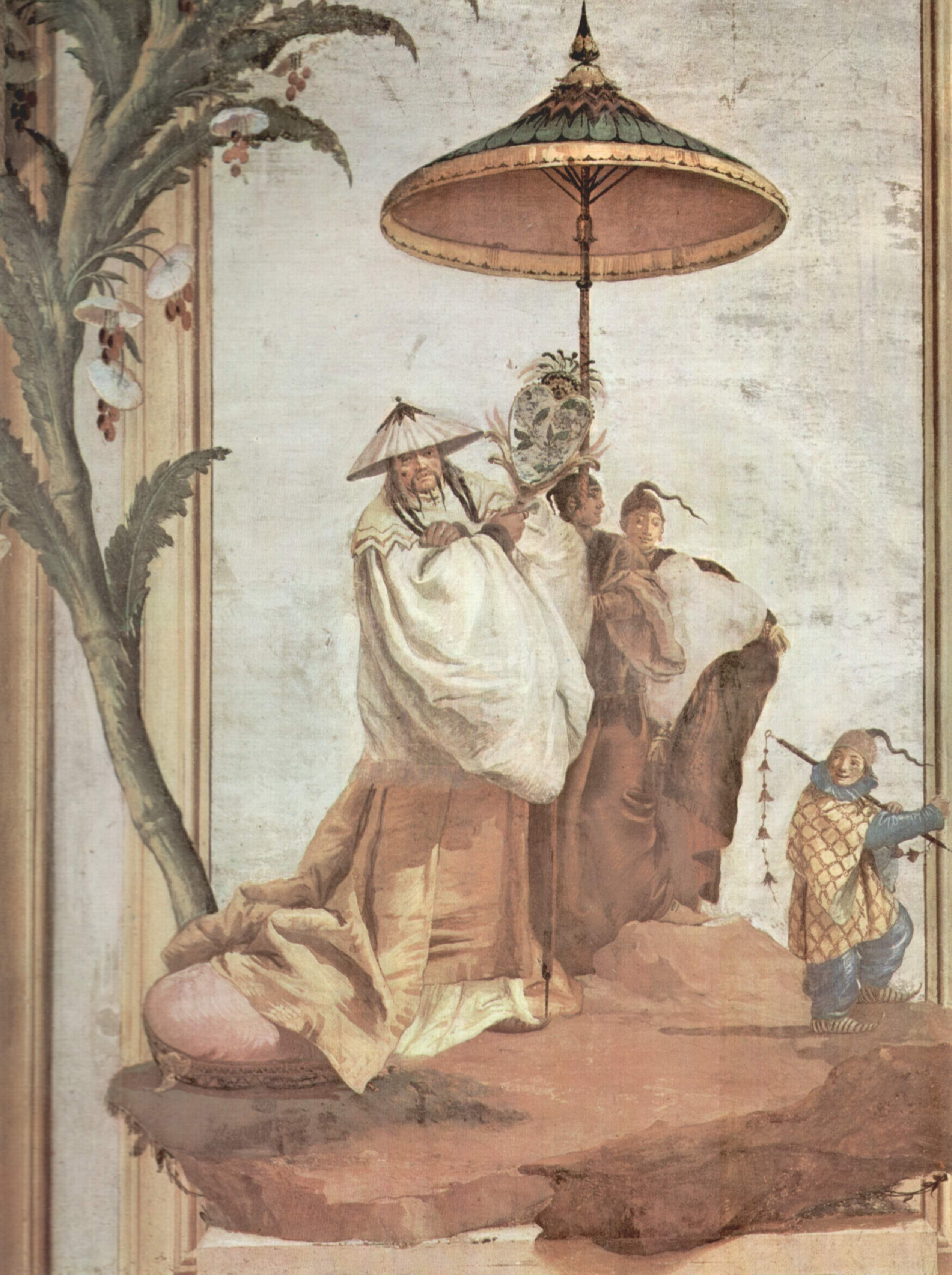
O Ocidente reproduz imagens do Oriente : afresco italiano de Giovanni Domenico Tiepolo, 1757.

Chinoiserie é uma palavra francesa que designa a imitação ou evocação dos estilos chineses na arte ou na arquitetura ocidentais. O termo é aplicado particularmente à arte do século XVIII, quando desenhos pseudochineses de inspiração fantástica e extravagante combinavam bem com o alegre estilo rococó que dominava na época.
"Parece chinês mas é feito na Europa".
Os textos luso-brasileiros traduziram a palavra por 'chinesice', a qual passou, por extensão, a designar no Brasil manifestações estéticas (e até emocionais) consideradas exóticas.

## Design de interiores
Vários monarcas europeus, como Luís XV de França, deram especial preferência à chinoiserie, pois combinava bem com o estilo rococó. Quartos inteiros, como os do Château de Chantilly, foram pintados com composições de chinoiserie, e artistas como Antoine Watteau e outros trouxeram um artesanato especializado ao estilo. Os palácios da Europa Central, como o Castelo de Wörlitz ou o Castelo de Pillnitz, incluem quartos decorados com características chinesas, enquanto o palácio de Sanssouci, em Potsdam, apresenta uma Casa do Dragão (Das Drachenhaus) e a Casa Chinesa (Das Chinesische Haus). Pavilhões de prazer no "gosto chinês" apareceram nos parterres formais dos palácios alemães e russos do barroco tardio e do rococó, e em painéis de azulejos em Aranjuez perto de Madrid. As vilas chinesas foram construídas no parque montanhoso de Wilhelmshöhe, perto de Kassel, na Alemanha; em Drottningholm, Suécia e Tsarskoe Selo, Rússia. Em particular as mesas de chá de mogno e os armários de porcelana de Thomas Chippendale, eram embelezados com vitrais e grades em treliça, por volta de 1753–1770, mas as sóbrias homenagens aos móveis dos primeiros estudiosos da Qing também foram naturalizadas, à medida que o tang evoluiu para uma mesa lateral georgiana média e poltronas quadradas com encosto de ripas serviam tanto para cavalheiros ingleses como para letrados chineses. Nem toda a adaptação dos princípios de design chinês se enquadra na chinoiserie convencional. Os meios Chinoiserie incluíam imitações de verniz e estanho pintado (tôle) que imitavam o japonismo, papéis de parede pintados em folhas, após gravuras de Jean-Baptiste Pillement, e estatuetas de cerâmica e ornamentos de mesa.
Nos séculos XVII e XVIII, os europeus começaram a fabricar móveis que imitavam os móveis de verniz chineses. Era frequentemente decorado com ébano e marfim ou com motivos chineses, como pagodes. Thomas Chippendale ajudou a popularizar a produção de mobiliário chinoiserie com a publicação do seu livro de design The Gentleman and Cabinet-maker's Director: Being a large Collection of the Most Elegant and Useful Designs of Household Furniture, In the Most Fashionable Taste. Os seus designs forneceram um guia para o complexo mobiliário chinoiserie e a sua decoração. As suas cadeiras e armários eram frequentemente decorados com cenas de pássaros coloridos, flores ou imagens de lugares imaginários exóticos. As composições desta decoração eram frequentemente assimétricas.
O crescente uso de papel de parede nas casas europeias no século XVIII reflete também o fascínio geral pelos motivos chinoiserie. Com a ascensão das villas e o crescente gosto por interiores ensolarados, a popularidade do papel de parede cresceu. A procura por papel de parede criado por artistas chineses começou primeiro com aristocratas europeus entre 1740 e 1790. O luxuoso papel de parede disponível para eles teria sido único, feito à mão e caro.  Mais tarde, o papel de parede com motivos chinoiserie tornou-se acessível à classe média quando podia ser impresso e, portanto, produzido numa variedade de qualidades e preços.
Os padrões do papel de parede chinoiserie são semelhantes aos pagodes, desenhos florais e cenas imaginárias exóticas encontradas em móveis chinoiserie e porcelanas. Tal como os móveis chinoiserie e outras formas de arte decorativa, o papel de parede chinoiserie era normalmente colocado em quartos, armários e outras divisões privadas de uma casa. Esperava-se que os padrões no papel de parede complementassem os objetos decorativos e o mobiliário de um ambiente, criando um cenário complementar.

## Arquitetura e jardins
A compreensão europeia do design de jardins chineses e do leste asiático é exemplificada pelo uso da palavra Sharawadgi, entendida como beleza, sem ordem, que assume a forma de uma irregularidade esteticamente agradável no design paisagístico. A palavra viajou juntamente com artigos de laca importados do Japão, onde shara'aji era uma expressão idiomática utilizada para avaliar o design nas artes decorativas.Sir William Temple (1628–1699), referindo-se a esta obra de arte, introduz o termo sharawadgi no seu ensaio On the Gardens of Epicuro, escrito em 1685 e publicado em 1690.Sob a influência de Temple, os jardineiros e paisagistas europeus utilizaram o conceito de sharawadgi para criar jardins que, acreditava-se, refletiam a assimetria e o naturalismo presentes nos jardins do Oriente.
Estes jardins contêm geralmente diversas plantas, flores e árvores perfumadas, pedras decorativas, lagos ou lagoas com peixes e caminhos sinuosos. São frequentemente cercados por uma parede. Os elementos arquitetónicos presentes nestes jardins incluem, geralmente, pagodes, salões cerimoniais utilizados para celebrações ou feriados, pavilhões com flores e elementos sazonais.
Paisagens como os Kew Gardens de Londres mostram uma clara influência chinesa na arquitetura. O monumental Grande Pagode de 163 pés no centro dos jardins, projetado e construído por William Chambers, exibe fortes elementos arquitetónicos ingleses, resultando num produto de culturas combinadas (Bald, 290). Uma réplica do mesmo foi construída no Englischer Garten de Munique, enquanto o Jardim Chinês de Oranienbaum inclui outro pagode e também uma casa de chá chinesa. Embora o surgimento de uma abordagem mais séria no Neoclassicismo a partir da década de 1770 tendesse a substituir os designs de inspiração oriental, no auge do mobiliário "grego" da Regência, o Príncipe Regente teve um caso com o Brighton Pavilion, e a manufatura de porcelana de Worcester de Chamberlain imitou as peças de "Imari".[carece de fontes?] Enquanto os estilos clássicos reinavam nos salões de desfile, casas de luxo, desde a Badminton House (onde o "Quarto Chinês" foi mobilado por William e John Linnell, por volta de 1754) e Nostell Priory até à Casa Loma em Toronto, por vezes apresentavam um quarto de hóspedes inteiro decorado ao estilo chinoiserie, completo com cama de estilo chinês, papel de parede com tema de fénix e porcelana. Mais tarde, o exotismo acrescentou temas turcos imaginários, onde um "diwan" se tornou um sofá.